# Clunyjská reforma
Clunyjská reforma (také nazývaná benediktinská reforma) byla série změn v rámci středověkého mnišství v západní církvi, která se zaměřovala na obnovení tradičního mnišského života, podporu umění a péči o chudé. Hnutí začalo v rámci benediktinského řádu v opatství Cluny, které bylo založeno v roce 910 Vilémem I., vévodou akvitánským (875–918). Reforma byla z velké části prováděna svatým Odonem (asi 878–942) a rozšířila se po celé Francii (Burgundsko, Provence, Auvergne, Poitou), do Anglie (anglická benediktinská reforma) a do velké části Itálie, severního Portugalska a Španělska.

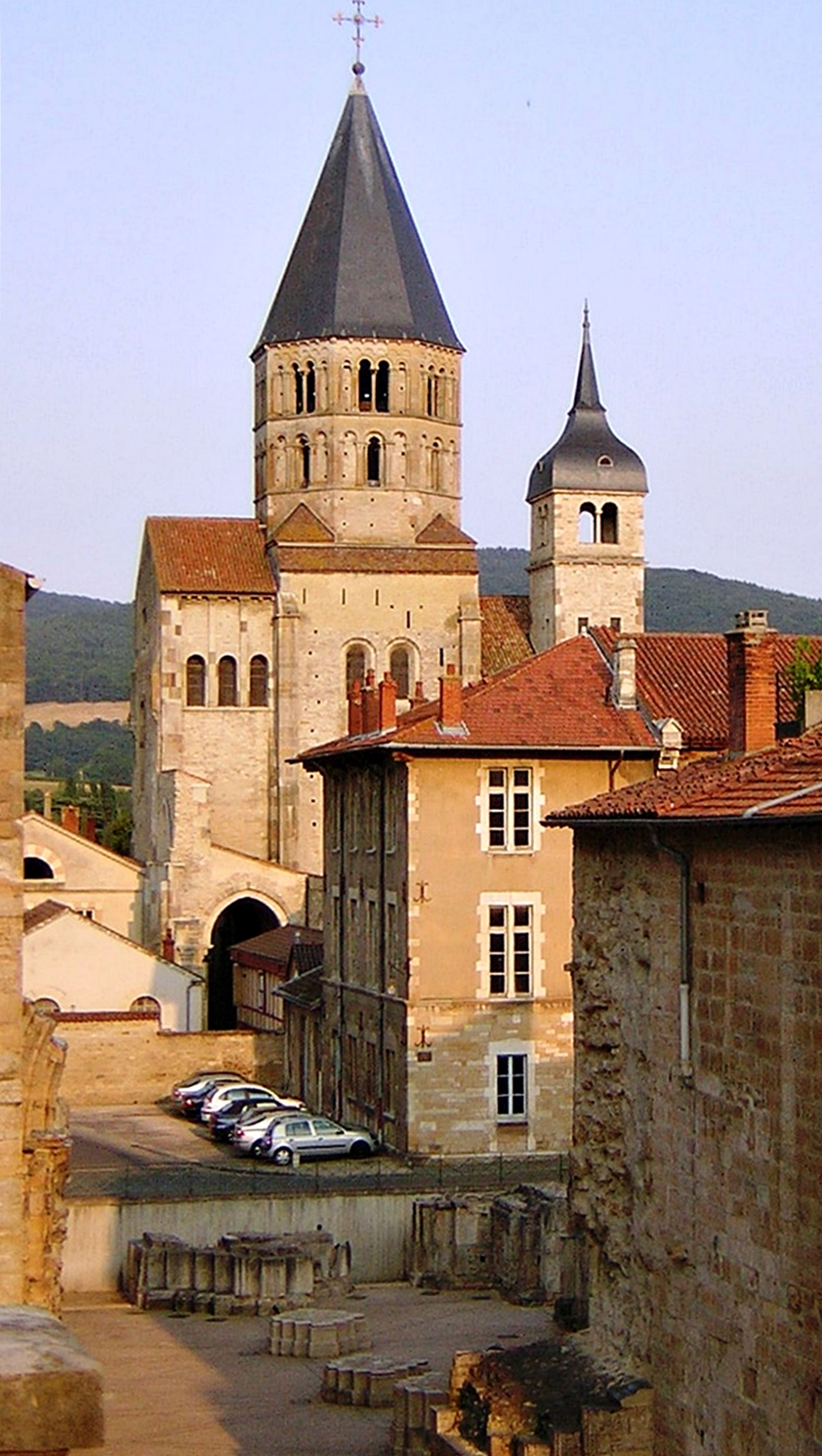
Bazilika kláštera Cluny: Od Jan Sokol (self-published work) prostřednictvím Wikimedia Commons

## Situace ve francké říši před reformou

### Vláda Karla Velikého
Během vlády Karla Velikého došlo na území francké říše k nebývalému rozvoji kulturního i duchovního života. Karel se považoval za nejvyššího pána církve, disponoval veškerými světskými i církevními statky a obsazoval biskupské i klášterní funkce bez ohledu na to, zdali dosazená osoba byla laik či mnich. Věnoval pozornost církevním záležitostem, kdy s pomocí učenců uvedl do praxe pravidla pro fungování biskupské organizace, stanovil základy výchovy a působení kléru i normy klášterního života v souladu s benediktinskou řeholí. V Karlově díle pokračoval jeho syn Ludvík, který stejně jako otec zasahoval do církevních otázek. S pomocí Benedikta Aniánského prosadil reformu kléru i kanovnického života. Během jeho vlády bylo prostřednictvím tzv. cášských synod (816–819) zavedeno povinné využívání benediktinské řehole všemi kláštery v říši (Capitulare monasticum).

### Vlastnické kostely
V 6. a 7. století se začaly objevovat vlastnické kostely. Jejich princip tkvěl v tom, že šlechtici stavěli na svých državách kostely, kláštery či kaple, které považovali za svůj majetek a duchovního správce za svého poddaného, se kterým mohli nakládat podle své vůle. Vlastnictví církevních staveb mělo ekonomický podtext, neboť je vlastník mohl pronajmout, prodat, postoupit, náležely mu bohoslužebné poplatky i dávky. Jediným zakázaným počinem bylo jejich světské využití. Vlastnické kostely byly trnem v oku biskupům. Přestože duchovní správci jimi byli vysvěceni, a tudíž jim měli být podřízeni, v praxi museli respektovat nařízení světského pána a moc biskupů značně upadala. K nápravě a k odčinění došlo až poté, co v polovině 8. století museli biskupové odevzdat část církevního majetku příznivcům Karla Martela jako léno. Jako náhradu za způsobenou újmu pak obdrželi od krále i šlechticů značný majetek, včetně některých královských kostelů, které začali obratem považovat za své vlastní a využívali je především k osobnímu prospěchu. Institut vlastnických kostelů tímto krokem nevymizel, pouze získal nová závazná pravidla znamenající zvýšení dohledu biskupů nad jejich fungováním, což se projevilo mimo jiné tím, že vlastničtí kněží mohli být ustanoveni pouze s jejich souhlasem.

### Rozpad francké říše a úpadek mnišství
Období rozkvětu říše netrvalo dlouho a již Karlovi vnuci si rozdělili impérium na tři samostatná vévodství respektující jazykové a regionální odlišnosti. Takto rozdělená říše se jen s velkým úsilím bránila častým vojenským nájezdům Maďarů na jihu, či Normanů. Normané působili především na západě a drancovali opatství v povodí velkých francouzských řek. Spolu s rozpadem říše nastává také úpadek duchovního i mnišského života; kláštery jsou vypleněny, chátrají a přestávají být centry duchovního života a vzdělanosti. Protože papežství je ve značném úpadku, představení postižených klášterů hledají ochranu u místních šlechtických rodin, čímž se na nich postupně stávají závislými. Tato situace je typická především pro západní část říše, kde slabý panovník svěřuje církevní majetek doposud loajálním šlechticům, kteří jej využívají ke svému užitku, neboť kláštery jim povinně odvádějí poplatky a desátky. Ve východní části říše je situace příznivější, neboť oslabení královské moci zde není tak fatální jako na západě. Postupem času se politická situace všeobecně stabilizuje, nicméně řeholní život se vrací do normálu velmi pomalu. Vlivem několikaletého bezvládí je mnišská komunita v úpadku: někteří mniši neumí číst ani psát, nejsou schopni porozumět kánonu a ani jej nedokáží vyložit věřícím.

### Úpadek papežské moci a nešvary v církvi
Neutěšená situace panuje i v římské církvi, kdy od konce vlády papeže Mikuláše I. nastává období označované jako saeculum obscurum.
Papežský stolec je ovládán římskými šlechtickými rodinami a ocitá se v nejhlubší krizi od počátku své existence. Úpadek postihuje i církev, která se potýká s problémy plynoucími z laické investitury a s ní souvisejícím ovlivňováním a zesvětšťováním církevního života. Především v Itálii a západní části říše jsou běžně obsazovány biskupské stolce rodinnými příslušníky vládnoucí šlechty bez ohledu na potřeby církve; na biskupské stolce bývají uváděny i děti ze šlechtických rodin. Dalšími problémy jsou simonie a nedodržování celibátu, kdy členové kléru běžně žijí manželským životem – v Itálii a Francii lze dokonce najít ženaté biskupy.

## Monastická reforma

### Založení kláštera Cluny a jeho autonomie
V roce 910 vévoda Vilém I. Akvitánský založil klášter Cluny. Důvody, které ho k založení kláštera vedly, uvádí v zakládací preambuli: 
 „Chtěje si zajistit vlastní spásu, dokud jsem toho schopen, shledal jsem doporučeníhodné, ba nanejvýš nutné, abych ze světských statků, jež mi byly propůjčeny, nějakou malou část odevzdal ve prospěch své duše…“

 Zakládací listinou dále stanovil, že klášter není podřízen žádnému světskému či duchovnímu pánu, ale pouze a přímo papeži. Na důkaz podřízenosti klášter odváděl Římu lenní poplatek: každý pátý rok 10 solidů na udržování světla v lampách hořících u hrobů sv. Petra a Pavla. Papež však nebyl vlastníkem kláštera, pouze garantem jeho svobody a nezávislosti na světské moci. Úzké spojení s papežem inicioval první opat kláštera Berno a zakladatel Vilém. Právě tito dva měli největší podíl na udělení veškerých papežských privilegií. Dalším krokem k autonomii bylo i to, že si po smrti opata měli mniši zvolit jeho nástupce sami, aniž by kdokoliv zvenčí do jejich volby mohl zasahovat. Tato svoboda nebyla v případě prvních čtyř opatů využita, a nástupce si před svou smrtí určili odcházející opati.

### Hlavní myšlenky reformy
První pokusy o nápravu neutěšeného stavu monasticismu podnikli opati z benediktinského kláštera v Cluny na počátku 10. století. Původní snahou byl návrat k důslednějšímu dodržování benediktinské řehole, kterou považovali za jedinou správnou cestu k naplnění křesťanské myšlenky. Další částí reformy byl požadavek soběstačnosti a nezávislosti klášterů na laické šlechtě a předání pravomocí souvisejících se správou kláštera opatovi. Tuto část nebylo jednoduché prosadit, protože vše záleželo na dobré vůli zakladatele, který se musel dobrovolně zříci veškerých zásahů do záležitostí kláštera. Později byl přidán další bod – boj proti simonii. V souvislosti s tímto církevním nešvarem je nutné zmínit, že k problému laické investitury se clunyjská reforma stavěla méně radikálně (snad díky příbuzenským vazbám mezi clunyjskými mnichy a šlechtou) a varovala pouze před jejím zneužíváním, nikoliv před investiturou laiků jako takovou. Z Cluny se také ozývaly další, na tu dobu velmi radikální názory, vyslovující se proti obchodu s otroky, požadující právo na azyl v kostelích, ostře kritizující cizoložství nebo podporující dodržování neděle jako dne volna.

### Pax Dei a treuga Dei
Důležitým prvkem reformy byl boj proti zneužívání soudní svépomoci – krevní mstě a právu záští. Svépomocí byla chápána přímá pomoc příslušníku rodu v tom, aby bylo dosaženo zadostiučinění a náhrady za bezpráví spáchaném na členu jeho rodiny. Zášť nebyla v té době chápána jako zlořád, ale jako zakotvený, často užívaný zvyk, který skýtal možnost zneužití, stejně jako krevní msta. Ta se stávala osudnou pro postižené rodiny a představovala možnost, jak si jednotlivé strany konfliktu mohly vyřizovat legálně účty, často i bez reálné příčiny. Obě formy soudní svépomoci (krevní msta i záští) byly starými germánskými zvyky, které neodstranilo ani přijetí křesťanství. Jako součást trestního práva je nebylo možné odstranit, snahou reformy bylo proto alespoň minimalizovat jejich dopady. Tato reformní myšlenka nalezla podporu nejen mezi opaty, papeži, císaři a králi, ale i mezi šlechtou, které nárůst násilí znemožňoval obchod a omezoval i hospodářský život či ekonomický rozvoj. Zvláště církevní autority si byly vědomy toho, že v momentě, kdy je královská moc oslabena, musí ji zastoupit spolupráce lokálních autorit. Výsledkem snahy o obnovení pořádku se stalo hnutí pax Dei (Boží mír), kdy si zástupci všech zúčastněných stran slibovali vzájemně před Bohem zachování míru a klidu zbraní a vyslovovali podporu případnému zásahu proti každému, kdo by tento mír porušil. Církev působila na zúčastněné především prostřednictvím apelů na náboženské smýšlení, hrozila církevními tresty a naopak těm, kteří se pravidlům podřídí, slibovala odměnu. Zvláštní ochrana díky pax Dei patřila svatyním, špitálům, tržištím, brodům a silnicím a každému, kdo se na těchto místech dopustil násilí, hrozila exkomunikace. Opatření mělo ochránit především osoby označované jako pauperes, označující chudé nejenom v ekonomickém slova smyslu. V praxi se jednalo o nejnižší kleriky, např. vdovy, sirotky a další osoby, které nebyly schopny se samy bránit. Specifickou formu pax Dei představovala treuga Dei (Boží příměří) spočívající v tom, že některé válečné činy, původně zakázané pouze na určitých místech ve vztahu k určité kategorii osob, byly nově také zakázány v určitých dnech. V praxi to znamenalo například zákaz používání zbraní během období půstu a Velikonoc, v době adventu a Vánoc a každý týden počínaje středečním večerem a konče pondělním ránem.

### Šíření myšlenky reformy
Clunyjské opatství mělo od svého založení silnou vazbu na papežský stolec, což přinášelo oboustranné výhody a postupem času také vyneslo Cluny na čelní místo mezi ostatními kláštery. Za svůj úspěch vděčilo Cluny především opatům. Každý z nich vedl opatství tak, aby bylo ukázkovým příkladem bezmezné zbožnosti, sebezapření, věrnosti mnišskému ideálu a aby bylo vzorem ostatním klášterům benediktinské řehole. Clunyjští opati pro svou loajalitu papežskému stolci byli papežem pověřeni, aby se ujali reformy a obnovy monastických obcí. Během reformace se utvářely přátelské vztahy mezi jednotlivými kláštery a díky častým cestám opatů a mnichů se myšlenka nezávislosti klášterní instituce úspěšně šířila.

## Charakter klášterů clunyjské kongregace

### Způsob rozšiřování kongregace
Společnou snahou opatů bylo zreformované kláštery si podřídit, a to buď přímo (místo opatů se ustanovovali převoři odpovídající se opatovi Cluny) nebo nepřímo (pokud klášter měl ve svém čele opata, tento byl zavázán přijmout zvyklosti a řídit se pokyny Cluny jako nadřízené instance). Cluny se stalo centrem reformy a počet klášterů postupně podřízených konfederaci (převyšující 2 000) svědčí o jeho významu a moci. Jednotlivé kláštery postupně dosahovaly exempce (vynětí z pravomoci diecézních biskupů), a byly tak podřízené Římu. Nehrozilo tím, že budou zneužity ke světským cílům králem či šlechtou. Se stejným záměrem byly přebírány od původních vlastníků některé vlastnické kostely a kláštery a zařazeny do clunyjské kongregace. Kromě těchto stabilních klášterů existoval také proměnlivý okruh satelitních ústavů, jež se staly součástí kongregace po přijetí clunyjské observance, avšak následně získaly svou nezávislost zpět. Některé další dobrovolně přijaly clunyjskou praxi, aniž by se kdy vzdaly autonomie či se správně podřídily Cluny. Rozrůstání clunyjského impéria probíhalo dvěma cestami: buď jako nevyžádaný dar od velmožů vlastnících klášter či opatství, nebo v momentě, kdy sám klášter požádal o pomoc, aby do něj byli vysláni mniši, kteří by zavedli clunyjskou observanci.

### Život v klášterech clunyjské kongregace
Život v reformovaných klášterech nebyl ničím převratným. Jednalo se vlastně o návrat ke kořenům monastické tradice v souladu s řeholí sv. Benedikta a s přihlédnutím k reformě Benedikta Aniánského. Důraz byl kladen na duchovní důstojnost a pořádek, jenž byl ve výčtu mnišských ctností výše než askeze. Téměř veškerý čas řeholníci trávili v liturgických modlitbách či bohoslužbách, ve kterých především nacházeli svou čest a důstojnost. Aby tyto hodnoty byly ještě více podpořeny, dbalo se v Cluny na dokonalý přednes chvalozpěvů, výzdobu liturgických oděvů a interiéru kostela (především pak chóru). Najdeme zde však odchylku oproti reformě Benedikta Aniánského, kterou byl přístup řeholníků k manuální práci. Většina mnichů byla šlechtického původu a podle dřívějších zvyklostí šlechtici nepracovali a přenechávali manuální práci nevolníkům či klášterním řemeslníkům. Denní režim byl stanoven do nejmenších podrobností, včetně přesných časů na modlitbu, práci i půst a spánek. Jídelníček mnichů tvořila zelenina a moučné pokrmy, denně bylo na stole víno, naopak velmi sporadicky v něm lze najít sýr a ryby, striktně zakázáno bylo maso čtyřnohých zvířat. Během větší části dne bylo zachováváno mlčení a mniši se mezi sebou dorozumívali posunky. Pozoruhodná byla na tehdejší dobu nevídaná úroveň hygieny, kdy již v noviciátu se museli mniši denně mýt a česat a z tohoto důvodu byly na několika místech v klášteře k dispozici umyvadla a ručníky. Nebyla opomíjena ani charitativní činnost, kdy klášter poskytoval trvalé přístřeší a jídlo osmnácti chudým, kterým mniši denně myli nohy. Součástí klášterního života byly také obláti, kteří často představovali pro svou rodinu určitou investici do kláštera, která měla zaručit četná duchovní privilegia. V Cluny byli tito chovanci školeni, aby dokázali profesionálně zpívat propracované bohoslužby. Cluny během 200 let existence nashromáždilo značný duchovní majetek, čímž vzniklo rozsáhlé duchovní impérium, nikoliv řád v původním smyslu slova. Jednalo o naplnění a zhmotnění myšlenky sv. Benedikta, podle níž je klášter rodinnou komunitou žijící pod vedením otce (opata). Ačkoliv se clunyjští opati všemožně snažili, zvětšující kongregaci postupem času nemohli efektivně zvládat a řídit. Postupně se vytrácel vztah mezi mateřským klášterem a podřízenými ústavy, clunyjský opat zastával jen formální funkci monarchy. Přetrvávala povinnost jednotlivých klášterů platit do clunyjské pokladny daň (census).
Zajímavostí je, že Cluny vděčíme za některé liturgické svátky: například se zde prvně slavily památka zesnulých nebo slavnost Těla a Krve Páně doprovázená eucharistickým průvodem. Církví byla přijata až o 300 let později.

## Zakládání klášterů ve středověku

### Důvody pro zakládání klášterů
Samotný akt zakládání klášterů byl běžným jevem středověkého šlechtického života. Založení kláštera bylo motivováno mimo jiné snahou donátora o spásu svou a členů své rodiny. Hlavním důvodem byla představa zástupných zásluh a všeobecně uznávaný názor, že je nutné odčinit nebo napravit své hříchy. Zásluha, která díky modlitbám a dobrým skutkům připadla tomu, kdo je vykonal, mohla být přenesena na i jiné osoby (tzv. zásluhy v zastoupení). Bezesporu založení a zaopatření mnišské komunity představovalo čin, který mohl dárci i jeho rodině zajistit neomezený zdroj přímluv a obětí. Kýženého Božího odpuštění bylo možné dosáhnout pokáním, které však bez patřičného odčinění bylo nedosažitelné. Existovala i možnost, kdy pokání bylo zaměňováno za milodary chudým, účast na pouti nebo je bylo možné vykonat v zastoupení, což v praxi fungovalo tak, že kajícník si mohl najít pomocníky, kteří budou konat dobré skutky jeho jménem. Tento rys feudální společnosti pomůže pochopit, proč byly tak hojně zakládány a hmotně zaopatřovány kláštery – založením kláštera či zaopatřením mnišské komunity si mohl být zakladatel jist, že prostřednictvím kajícného života mnichů trávících svůj život v ústraní a v modlitbách, budou jeho hříchy dostatečně odčiněny. Dalším důvodem zakládání klášterů (především v oblasti Galie v 7. století) bylo jejich využívání k zaopatření těch rodinných příslušníků, kteří nemohli být uspokojeni jinak. Vstupovali do nich mužští potomci, které nebylo možné vybavit půdou, aniž by došlo k nebezpečnému rozdrobení majetku, nebo ženy, pro které se nepodařilo najít vhodný manželský svazek. Kláštery byly místem, kde mniši žijí odloučeni od světa, aby zde naplňovali ideu dokonalého života v souladu s Božím přikázáním. V duchu požadavku ora et labora (modli se a pracuj) se později v důsledku rozrůzňování řeholí setkáváme v klášterech i s opisováním knih, uměleckou tvořivostí a s určitými typy vědecké práce, takže ve středověku lze o klášterech hovořit také jako o centrech vzdělanosti a kultury. Důležitou roli hrají také na poli sociálním, kdy pečují o nemocné; poskytují jim stravu, oblečení, hygienické potřeby – vše, co nemocným nemůže obstarat vlastní rodina. V pozdějším období některé z klášterů zakládají hospice a také klášterní školy, zajišťující alespoň základní vzdělanost populace.

### Obnova klášterů a rozvoj monastického hnutí
Krátce po založení clunyjského opatství docházelo k postupné obnově dalších, původně opuštěných klášterů. V polovině 10. století se začala znovu těšit oblibě jejich podpora, obnova či zakládání nových kostelů, klášterů či opatství. Ke vstupu do řádu se hlásilo stále více mužů, pro které život v klášteře představoval jednu z mála alternativ k životu strávenému na lovu či v boji. Všeobecně měly kláštery dostatek adeptů na vstup – noviců z řad mužů i žen. Všichni budoucí mniši i mnišky následovali cestu spásy, pokání, kterou nalezli v přijetí řeholního života. Pokud se skutečně zřekli světa v souladu s řeholí a zachovávali věrnost svému povolání, mohli se svým způsobem cítit jako v ráji a prostřednictvím modliteb být v neustálém spojení s Bohem.

## Opati kláštera Cluny
Ačkoliv za úspěchem reformy stáli především opati, je nutné zmínit i několik dalších faktorů, které se na úspěchu reformy podílely. Například autoři Suchánek a Drška ve svém díle Církevní dějiny uvádějí, že nespornou výhodou bylo politicky stabilní klima doby, kdy clunyjská reforma vznikala a dále se rozvíjela. Podle nich lze hovořit o období, kdy nedocházelo k velkým politickým změnám, téměř celé 11. století vládla říší sálská dynastie a ve Francii pak dynastie kapetovská. Za bojů o investituru stáli v čele kláštera pouze dva opati (Odilo a Hugo). Žádný z opatů nebyl netečný k politickým a společenským záležitostem, každý z nich dbal na udržení vstřícných a oboustranně výhodných vztahů mezi duchovním i světským světem. Velmi dobře vycházeli s královským či císařským dvorem, stejně tak i s papežským stolcem. Ve 2. polovině 11. století se angažovali v císařsko-papežských sporech.

### Odo
Odon (926–944), v pořadí druhý opat kláštera, byl do Cluny povolán z kláštera Baume, kde působil jako novicmistr. Během svého působení dbal zejména na dodržování mlčenlivosti a nepřetržité hlasité odříkávání modliteb. Mniši museli žalmy předříkávat všude, kde byli, nikoliv pouze na bohoslužbách. V roce 931 za účelem podpory klášterní reformy získal od papeže Jana XI. privilegium umožňující, aby Cluny smělo přijímat uprchlíky z jakéhokoliv jiného kláštera, kteří hledali místo s přísnější observancí. Díky tomu, že Odon tak vytrvale požadoval papežský souhlas se svým konáním směřujícím k obnově klášterního života, vytvořil se mezi ním a Římem pevný vztah. Zejména proto, že o souhlas žádal v době, kdy byl papežský vliv na církve severu Evropy dosti zanedbatelný. Pro svou loajalitu papežskému stolci byl Odon později požádán, aby reformoval kláštery v Římě, což svědčí o prestiži, již u papeže měl.

### Odilo
Během působení Odila (961/2-1049) se začínají utvářet základní rysy klášterního impéria a clunyjské zvyklosti jsou uváděny do praxe v četných klášterech a opatstvích především ve Francii, Itálii a Španělsku. Díky svému vlivu dosahuje privilegiem uděleným v roce 998 papežem Řehořem V. vyčlenění Cluny z diecézní pravomoci. Privilegium ustanovuje, že žádný biskup nesmí v opatství celebrovat mši nebo kohokoli vysvětit na kněze, není-li k tomu pověřen opatem. Další krok k nezávislosti představuje rok 1024, kdy je klášteru papežem Janem XIX. přiznána úplná exempce, čímž se opatství ocitá výlučně v pravomoci papežského stolce a spolu s ostatními kláštery kongregace je zbaveno biskupského dohledu. Exempce se vztahuje i na všechny clunyjské mnichy bez ohledu na to, kde právě sídlí.

### Hugo
Hugo (1048?-1109) se stal clunyjským novicem ve věku necelých 15 let, o pět let později byl ustanoven převorem. Za jeho vlády dosáhlo Cluny vrcholu moci a společenské prestiže a příznivá finanční situace umožnila vzniknout velkolepým stavbám jako je nový dormitář, refektář, ubytovna pro hosty, jež mohla ubytovat 45 mužů a 30 žen. Církevní historik Blažej Ráček popisuje ve svém díle dnes již neexistující katedrálu takto: „Byla 555 lokte dlouhá, měla pět podélných a dvě příčné lodi, pět věží a byla bohatě vyzdobena prací sochařskou. Byla perlou románského umění a o třetinu delší než chrám sv. Petra v Římě.“ Během Hugovy 60 let trvající vlády se začíná tvořit komplikovaná a rozsáhlá síť vazeb mezi Cluny a podřízenými kláštery. Je vyvíjen tlak na degradaci podřízených klášterů, aby se staly pouhým převorstvím. O moci a vlivu Cluny svědčí i jména podléhajících starobylých a bohatých opatství Vézelay či Moissac, kterým je výjimečně ponechán jejich původní status.

### Petr Ctihodný
Vláda Petra Ctihodného (1122–1156) představuje vrchol moci kláštera, který je však poznamenán střetem nové a staré vlny monasticismu. Nový směr je reprezentován cisterciáckým řádem, který sám sebe označuje za jediného autentické vykladače Benediktovy řehole, což kontrastuje s tradicí Cluny nárokující si stejnou funkci. Složitost této doby dokumentují literární díla z pera představitelů obou znesvářených stran: Petra Ctihodného a Bernarda z Clairvaux. Ten ve svém díle Apologia (Obrana) vyčítá clunyjským mnichům například nedostatek křesťanské lásky, nadbytek delikátního jídla, kvalitní a drahocenné oděvy, okázalost opatů a jejich družin či extravaganci výzdoby kostelů. Nepřímo tak naznačuje, že Cluny není věrné benediktinské řeholi. Částečně jako reakci na jeho kritiku, částečně v souladu se svým svědomím, Petr Ctihodný navrhuje některé reformy kongregace, například přísnější režim, charakteristické půsty, zřeknutí se konzumace masa, prodloužení doby povinné mlčenlivosti, zákazu vstupu světských kněží i laiků do klauzury, prodloužení noviciátu z týdne na měsíc (zjevně z ekonomických důvodů se nesnaží tuto dobu vrátit na jeden rok, jak předepisuje řehole). Tyto snahy měly posílit asketický život, avšak uvnitř hnutí se setkaly s kritikou. Celkově toto období v sobě skrývá rozpor mezi tradičním mnišstvím, charakterizovaným umírněnou askezí, pečlivě propracovanými obřady a společenskou angažovaností na jedné straně a novým směrem, kde u nově vznikajících řádů najdeme výraznější askezi, neboť své počátky odvozují od tradice pouštního mnišství, které je s askezí bytostně spjato. Výrazněji deklarují chudobu, jejímž symbolem má být manuální práce bez ohledu na postavení řeholníka a dále prostota a odloučení mnichů od světa.

## Clunyjská reforma a její vztah ke gregoriánskému reformnímu hnutí
Nejenom kláštery, ale také papežství spělo postupně ke své reformě, která vstoupila do rozhodující fáze v době pontifikátu Řehoře VII. Během svého mnišského života se seznámil s církevním reformním hnutím, šířícím se v lotrinských kruzích, a určitý čas strávil v samém centru reformy v Cluny. V letech 1046–1073 soustředil své síly na vnitřní obrodu církve a získání její svobody a nezávislosti. Jeho přáním byla čistá svatá církev, avšak několikrát se přesvědčil, že tohoto může dosáhnout pouze církev osvobozená od světské moci. Clunyjští se s myšlenkami gregoriánského hnutí rychle ztotožnili, protože jejich ideál svobodné a nezávislé církve se shodoval s Řehořovým. Všichni clunyjští mniši přímo ve službách papeže i v jednotlivých klášterech podporovali tak jeho záměry beroucí si za cíl očištění církve od zlořádů a její ochranu od problémů způsobených laickou investiturou. Zde však bylo možné vysledovat určité pnutí, neboť šíření clunyjské reformy bylo závislé na zápalu zbožných světských panovníků a existovala zde také tradice velmi hlubokých a významných vztahů mezi králi, císaři a clunyjskými opaty. Cluny proto v této věci zaujímala zdrženlivější postoj, spolu s velkou dávkou nestrannosti. Opat Hugo pak prokázal i značné diplomatické dovednosti, když si zachoval důvěru obou znepřátelených stran, tedy papeže Řehoře i císaře Jindřicha, a ačkoliv neúspěšně, pokoušel se mezi nimi zprostředkovat smír. Jak je z výše uvedených faktů vidět, Cluny stálo vždy po boku papeže, nicméně spojenectví dosáhlo svého vrcholu v osobě Oda, bývalého velkopřevora v Cluny, který se stal papežem a po vysvěcení přijal jméno Urban II.

## Gorze
Ve stejné době jako Cluny se dostává do popředí i klášter Gorze. Oba kláštery si byly velmi podobné, oba se řídily benediktinskou řeholí, oba nepovažovaly za nutnou manuální práci řeholníků. Existovaly však rozdíly v důrazu a v praxi, kdy Cluny bylo ve vztahu k liturgiii pokrokovější, naopak v Gorze a jeho dceřiných klášterech, rozkládajících se především na území dnešního Německa, nebyl liturgický vývoj tak košatý, naopak větší důraz se zde kladl na vzdělanost. Hlavní rozdíl však spočíval v jejich vztahu k laickému světu. Kláštery pod sférou vlivu Gorze vděčily za svou existenci a bohatství německým knížatům a především králům. Většina ze 140 klášterů byla podřízena králi nebo některému biskupovi, tudíž zde bylo postavení zakladatele nebo ochránce nebývale pevné. Role ochránce byla v Německu dědičná a nesla s sebou i právo jurisdikce na území opatství. Ochránce jmenoval král nebo jiný významný šlechtic, pod jehož pravomoc opatství spadalo. Jeho moc tak významně omezovala svobodu a v podstatě opatovi znemožňovala svobodnou a nezávislou správu. Role ochránce byla pro Německo 11. století typická a ostře kontrastovala s Cluny, kde byly kláštery kongregace zcela vyjmuty z pravomoci zakladatele a tím se od jeho vlivu zcela oprostily.